# Janet Tracy Keijser
Janet Tracy Keijser, née à Calgary au Canada, est une actrice canadienne.

Elle est spécialisée dans les films d'horreur.

## Filmographie
- 200 mph (2011): Debbie
- Mister Dissolute (2009) : Sal
- I Didn't Know I Was Pregnant (2008) : Docteur
- Dead Country (2008) : Janis
- Parasomnia (2008) : Sara
- Schism (2008) : Anna
- Gyonshi (2007)
- Cold Ones (2007) : Sandy
- Stranger Adventures (2006) : Mom
- Psychon Invaders (2006) : Jan
- Grave Tales (2004) : Bernie
- The Halfway House (2004) : Larissa Morgan
- Black Tie Nights (2004)
- What Should You Do? (2003) : Debbie
- I Can Still Tell Your Wife Bill.com (2002) : Delores
- Demon's Kiss (2002) : Voyeur
- Witchcraft XII: In the Lair of the Serpent (2002) : Cindy Lawton
- Passion Cove (2001) : Trisha
- The Zombie Chronicles (2001) : Melinda
- Les Médiums (2000) : Dr. Howard
- Dead 7 (2000) : Karen
- La Maison de l'horreur (1999) : Girl on Wires
- Hidden Beauties (1999) : Agibail
- Perversions of Science (1997) : Brown Eyed Girl
- Freddy, le cauchemar de vos nuits (1990) Janet